# Raz (Iran)
Rāz (farsi راز) è una città dello Shahrestān di Raz e Jargalan, nella provincia del Khorasan settentrionale. Aveva, nel 2006, una popolazione di 4.735 abitanti. Si trova nella parte nord-est dell'Iran, vicino al confine con il Turkmenistan.